# Onthophagus bocandei
Onthophagus bocandei là một loài bọ cánh cứng trong họ Bọ hung (Scarabaeidae).